# Чжан Дачань
Чжан Дачань (張大千, 10 травня 1899 — 2 квітня 1983) — китайський художник, представник напряму гохуа.

## Життєпис
Народився 10 травня 1899 року у м. Нейцзян провінції Сичуань. Його предки походили з м. Фаюй провінції Гуандун. Походив з родини митців. Перші уроки з живопису отримав у батька з 1908 року. Професійно став вчитися малювати з 1911 року, зображуючи пейзажі. 1918 року за наказом батьків вирушає до Кіото (Японія), де вивчав методи фарбування текстильних виробів.
Втім вже у 1919 році повертається до Китаю, оселяється у Шанхаї, маючи на меті зробити кар'єру художника. Проте після смерті нареченої Це Сунхуа відходить він справ, стає буддистським монахом (спочатку в Шанхаї, згодом перебирається до Ханчжоу). Під впливом брата Чжан Шанці повертається до світського життя, починає займатися каліграфією. Незабаром переїздить до Шанхаю. Тут у 1924 році відбулася перша персональна виставка митця. 1931 року разом із братом Чжан Цзе вирушає до Японії зі своїми картинами. 1932 року виставляється у м. Сучжоу.
У 1933 році Центральним університетом (м. Нанкін) запрошений як професор образотворчих мистецтв. 1934 року тут відбувається його відставка. 1938 року проходять виставки у Шанхаї, Гонконзі, після чого Чжан Дачань повертається додому в Сичуань. 1940 року вирушає в Дуньхуан копіювати його розписи, де працював до 1943 року. Після цього переїздить до Європи, організує персональні виставки у Парижі, Лондоні, Женеві.
Із закінченням громадянської війни у Китаї Чжан Дачань мігрує до Гонконгу, а потім до Тайваню. 1950 року на запрошення Індії приїздить до Нью-Делі, де відбуваються його художні виставки, мандрує по старовинним містам країни, зокрема, Дарджілінгом, Аджанті, де копіює місцеві фрески. Працю свою продовжує до 1951 року, коли повернувся до Гонконгу. 1952 року побував із власною виставкою в Аргентині, у 1953 — Бразилії, де мешкав до 1956 року. Тоді вирушає до Франції, де знайомиться з Пабло Пікассо.
У 1958 році в Нью-Йорку обраний як художник світу, виграв золоту медаль. Відтоді послідовно організує свої виставки у Франції, Бельгії, Греції, Іспанії, Швейцарії, Сінгапуру, Таїланду, Німеччини, Великій Британії, Бразилії, США та Гонконгу. 1969 року вже мешкає у Сан-Франциско. 1977 року повертається до Тайваню, оселяється в Тайбеї. Помер від серцевого нападу 2 квітня 1983 року.

## Творчість
Чжан Дачань користується глибокою повагою у мистецьких колах. Він був видатним майстром гохуа (китайського живопису). Мав високу майстерність в областях живопису, каліграфії, гравірування печаток в стилі чжуань, віршів і ци. Тепер у всьому світі його пейзажний живопис дуже високо оцінюється. Найбільш відомі пейзажі: «Озеро Айхень», «Річка Янцзи», «Великий лотос», «Західний парк», «Пейзаж Лейксайд» (по місцині в Каліфорнії), «Рибалка». 17 травня 2010 року його картину «Озера Айхань» оцінили у 16, 18 млн доларів. 2011 року роботи художника принесли виручку аукціонним будинкам за підсумками року у 506,7 млн доларів.